# Broto
Broto ist ein spanischer Ort und eine Gemeinde im Norden der Provinz Huesca der Region Aragonien. Die Gemeinde gehört zur Comarca Sobrarbe. Broto hat auf einer Fläche von 128,5 km² 2024 608 Einwohner.

## Geographie
Broto ist über die Nationalstraße N-260a zu erreichen.
Teile des Gemeindegebietes liegen im Nationalpark Ordesa y Monte Perdido.

## Gemeindegliederung
Zur Gemeinde gehören neben dem Hauptort Broto noch folgende Dörfer: Asín de Broto, Ayerbe de Broto, Basarán, Bergua, Buesa, Escartín, Otal, Oto, Sarvisé und Yosa.

## Baudenkmäler

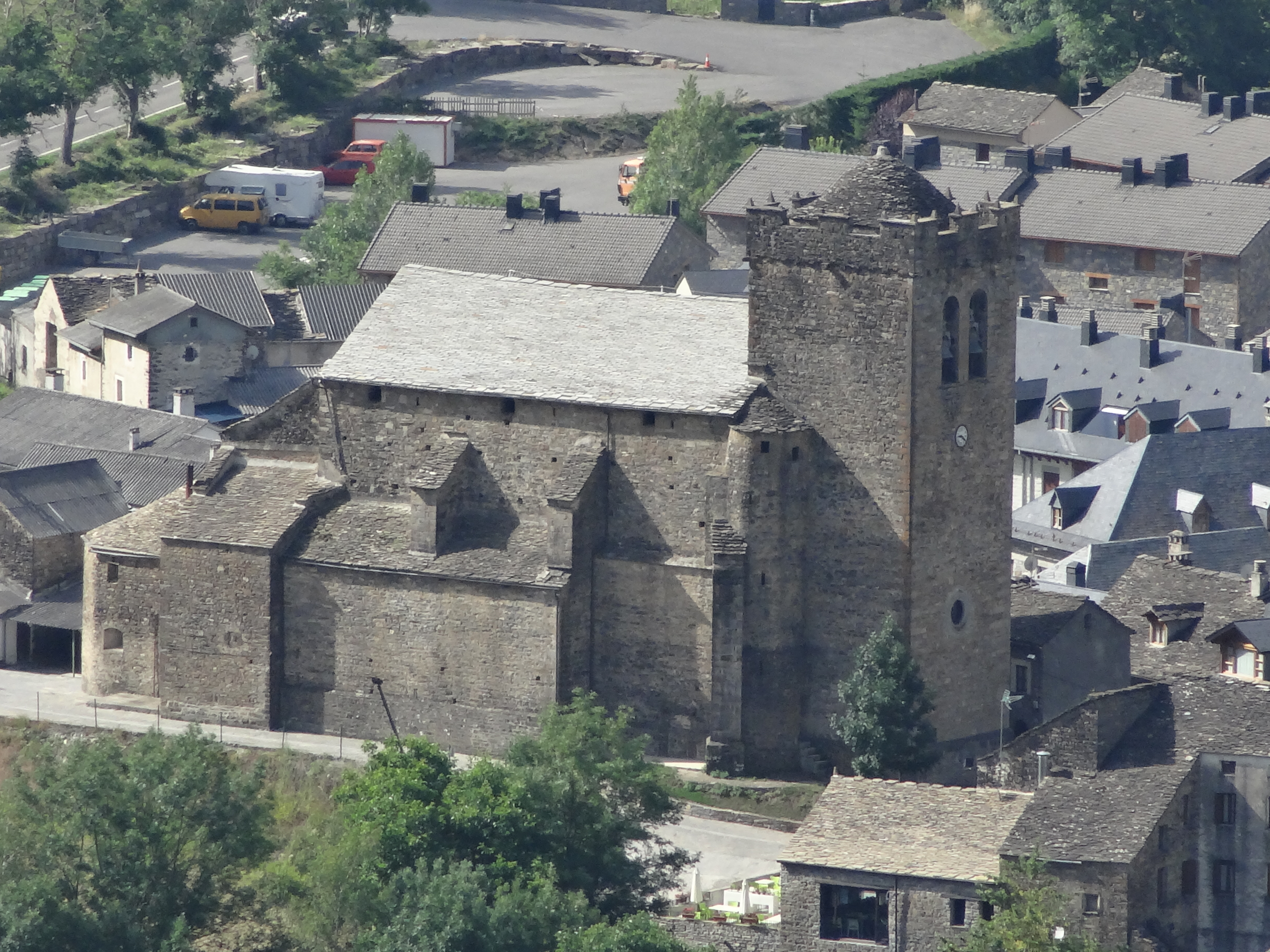
Kirche San Pedro

- Pfarrkirche San Pedro, erbaut im 16. Jahrhundert (Bien de Interés Cultural)
- Romanische Kirche San Miguel in Otal (Bien de Interés Cultural)
- Iglesia de San Bartolomé in Asín de Broto (Bien de Interés Cultural)
- Iglesia de Santa Eulalia in Buesa (Bien de Interés Cultural)
- Iglesia de San Saturnino in Oto (Bien de Interés Cultural)
- Iglesia de la Natividad in Sarvisé (Bien de Interés Cultural)
- Ermita de San Bartolomé in Bergua (Bien de Interés Cultural)
- Ermita de la Virgen de Morillo in Broto (Bien de Interés Cultural)
- Esconjuradero in Asín de Broto (Bien de Interés Cultural)
- Ehemaliges Gefängnis (Bien de Interés Cultural)

## Städtepartnerschaften
- Gèdre in Frankreich